# Малороша
Малороша — невелика річка та струмок (в верхній частині) в Україні, в межах Захарівського та Великомихайлівського районів Одеської області. Найбільша ліва притока Кучургану (басейн Дністра).
В басейні Малороші розташовані: більша частина смт Затишшя, села Андрусове, Нова Григорівка, Дружелюбівка, Малорошове, Войничеве та 2 знеселених пункти - Погорілове та Кочурівка.
Річка Малороша впадає в річку Кучурган (є її лівою притокою) на відстані 82 км від її основного гирла. Довжина річки — 11 км, нахил становить 3,2%, площа басейну 89,5 км².